# القريات (مناخة)

تعديل مصدري - تعديل

القريات هي إحدى قرى عزلة بني مقاتل بمديرية مناخة التابعة لمحافظة صنعاء، بلغ تعداد سكانها 108 نسمة حسب تعداد اليمن لعام 2004.